# Leptonema venosum
Leptonema venosum là một loài thực vật có hoa trong họ Diệp hạ châu. Loài này được (Poir.) A.Juss. mô tả khoa học đầu tiên năm 1824.